# セミョン・ペゴフ
セミョン・ウラジミロヴィチ・ペゴフ (ロシア語: Семён Владимирович Пегов、1985年9月9日～) は、ロシアの軍事ブロガーで宣伝者。ペゴフは軍事プロジェクト「WarGonzo」 と、ロシアの特別機関との関連があるとされるTelegramチャンネルに携わっている。ロシア・ウクライナ戦争、ナゴルノ・カラバフ紛争、南オセチア紛争を主に親ロシアの視点から報じている。

## 伝記
ペゴフは1985年9月9日にスモレンスクで生まれ、スモレンスク国立大学の言語学部を卒業した。ペゴフは当初、2006年から2008年までスモレンスクのVGTRKでテレビジャーナリストとして働いていた。2008年の南オセチア紛争中にペゴフは占領下のアブハジアに派遣され、地元のテレビ局で働き、2014年、ウクライナ紛争中にロシア政府関連の「LifeNews」チャンネル（2017年に閉鎖）の特派員として働いた。2017年にWarGonzoを設立した。
伝えられるところによると、ペゴフは、「クリミアでの出来事の客観的な報道」に対して、2014年に「祖国功労勲章」のメダルを極秘に授与されたメディア関係者300人の一人だったという。

### ベラルーシ
2020年8月、ベラルーシ警察はミンスクで大統領選候補者のスヴャトラーナ・ツィハノウスカヤの支持者が行った抗議活動中にペゴフを拘束したが、ロシア外務省とジャーナリスト協会の介入により、釈放された。本件はベラルーシ駐在のロシア大使ドミトリー・メゼンツェフが伝えた。

### ナゴルノ・カラバフ
2020年9月、ペゴフはナゴルノ・カラバフ紛争地帯を訪れ、主に分離主義寄りの立場で紛争を取材した。
2020年10月12日、アゼルバイジャンの検察庁は、同国の領土保全を侵害するよう呼びかけるセミョン・ペゴフの動画数本を分析した後、ペゴフに対する刑事訴訟を起こした。ペゴフはまた、ナゴルノ・カラバフに正式な許可なく入ったことで、「アゼルバイジャン共和国の国境に関する法律」およびアゼルバイジャン共和国の移民法に違反したとして告発された。
2021年12月、セミョン・ペゴフはモスクワへのフライト中、キシナウの空港でモルドバの特別機関によって拘束され、捜索と尋問の後に釈放された。
2022年1月、ペゴフの著書『私と赤毛のセパル』は、2016年10月にウクライナ保安庁の職員らによって殺害された、ウクライナ人捕虜への拷問と殺害で知られるドネツク人民共和国の過激派ロシア人のアルセン・「モトローラ」・パブロフに敬意を表して出版された。同書のプレゼンテーションがロシア占領下のドネツクで行われた。

### ウクライナ
StopFake.orgによると、2022年1月、ペゴフ氏は自身のテレグラムチャンネルWarGonzoで虚偽のメッセージを拡散し、ウクライナ当局が民間人殺害のためにドンバスに派遣される領土防衛部隊に武器を与えていると主張した。その後、ほとんどのロシアメディアがペゴフのメッセージを掲載した。2022年2月18日、彼はウクライナの特殊部隊がドネツクで親ロシア派の「ドネツク人民共和国」テロリストのリーダーの一人を爆弾を仕掛けた車で攻撃したとされる動画を公開した。その後、この攻撃に関するニュースはロシアのウクライナへの軍事侵攻の理由の一つとして利用された。
2022年4月、ペゴフは自身のテレグラムチャンネル「WarGonzo」に、ロシアが第二次世界大戦の武器で武装させたウクライナ占領地からロシア軍に動員された人々の写真を投稿した。同時に、彼はこれらの武器が、彼がウクライナ人とみなす「新しいナチス」に対して使用されるだろうと主張した。
2022年の春から夏にかけて、ペゴフはウクライナ戦争に関するロシアの主張を広めるために、偽造ややらせの写真を多数公開した。2022年4月、ペゴフは自身のテレグラムチャンネルで、ロシア軍がアゾフ連隊の破壊工作員を殺害したというメッセージとともに、死亡したウクライナ兵の写真を配信した。その後、写真を分析した専門家は、ウクライナ兵は頭部を銃撃されて処刑されたと結論付け、写真はウクライナに対する情報戦に利用された。 2022年5月、ペゴフはウクライナの無人機が破壊されたとされる事件について、でっちあげの話を発表した。ペゴフは、ロシアの防空システムが撮影のためだけに空に向かって発砲している映像の冒頭部分をカットし忘れていた。映像の最初の数秒で撮影の準備を整えたペゴフが、軍に発砲開始の指示を出し、それまで何もせずに座っていたロシア兵が対空砲を手に取り、空に向かって発砲し始めた。StopFake.orgによると、2022年5月6日、ペゴフはNATOが細菌学的研究を行っていたとされるマリウポリの秘密バイオ研究所の発見されたとする件に関する虚偽の動画を公開した。2022年7月6日、ペゴフは、ウクライナ軍が国際的に禁止されている戦争手段を用いており、白リン弾で領土を砲撃していると主張する動画を公開した。
2022年3月、ウクライナは偽情報の拡散を理由にWarGonzoのYouTubeチャンネルをブロックした。2022年5月28日、ラジオ・フリー・ヨーロッパおよびラジオ・リバティーは、ペゴフの出版物の一部はやらせまたは偽情報であると表明した。5月、YouTubeは、ポリシー違反を理由に同サイト上からWarGonzoのチャンネルを削除した。ペゴフは他のプラットフォームを用いて報道を継続した。
2022年9月2日、WarGonzoによると、ペゴフは酒に酔ってホテル管理人を脅迫した疑いで逮捕されたといい、後に釈放された。戦争研究所は、ロシア政府がロシアの軍事ブロガーの間で自己検閲を促進するキャンペーンを強化している可能性があり、今回の逮捕はウクライナ戦争の経過に関する否定的な報道を減らすことを目的としている可能性があると報じた。
2022年10月23日、ペゴフがドネツク近郊で負傷したと報じられた（花びら対人地雷による負傷とみられている）。ペゴフはその後プーチン大統領から勇敢勲章を授与された。
2023年6月13日、ペゴフは、ウクライナ問題についてクレムリンでプーチン大統領と会談した選ばれた従軍記者やブロガーの中にいたと伝えられている。
2023年6月19日、ペゴフのTwitter（現X）アカウントは、ウクライナメディアが報じたペゴフの死亡疑惑を否定し、自分が生きていると主張した。